# Mounir Abou Debs
Mounir Abou Debs (en arabe : منير ابو دبس) (né le 24 septembre 1931 à Antélias (Metn, Liban) et mort le 15 juillet 2016 à Paris) est un poète, dramaturge, et metteur en scène franco-libanais.
Connu aussi en France comme Mounir Debs, il est surnommé « le père du théâtre libanais », 

## Biographie
Mounir Abou Debs passe son enfance entre Antélias, son village natal, et Fraykeh, le village de sa mère et poursuit ses études au lycée de la Sagesse à Achrafieh (Beyrouth). Entre 1950 et 1960, après ses études artistiques au Liban sous la direction de Kaysar El Gemayel à l'Académie libanaise des Beaux Arts, il voyage à Paris. Il y va étudier la peinture, la musique et le théâtre et rencontrer les grands maîtres tels que Jean-Paul Sartre, participe au Groupe Antique de la Sorbonne et travaille en tant qu’assistant réalisateur à la télévision française. En 1960, le jeune artiste retourne dans son pays d'origine, le Liban, après avoir rencontré René Hury (un des fondateurs de la télévision libanaise en 1959). En partenariat avec le Festival International de Baalbeck, il crée la première école de théâtre au Liban en langue arabe (École de Théâtre Moderne). Avec sa troupe, composée de ses acteur.rices de l'école, il met en scène une dizaine de pièce de théâtre (grec, tels que Œdipe Roi et Les Rois de Thebes de Sophocle et des classiques européens tels que Hamlet et Macbeth de Shakespeare, ainsi que des chefs-d'œuvre du théâtre français moderne comme Les mouches de Jean-Paul Sartre et Le roi se meurt de Eugène Ionesco). Ces grands textes ont été traduit en langue arabe par Adonis, Ansi El Hajj, et Antoine Kerbage.
. En 1971, il se sépare du Festival de Baalbeck et crée sa propre école et sa troupe (La troupe de Théâtre Moderne de Beyrouth) où il développe une vision théâtrale différente.
Dans ces années-là, il met sur scène ses propres textes: La source (1969), Le déluge (1971) et Jésus (1973), trois pièces de théâtre qui vont marquer sa carrière artistique. En 1975, la guerre au Liban éclate, Abou Debs retourne en France où il se plonge dans l'écriture théâtrale et la formation d'acteurs et met en scène une dizaine de pièces en langue française dans différents festivals et salles de théâtre dont Le Visage d'Achtar au théâtre de l'Odéon à Paris. 
Après la guerre civile du Liban, Mounir Abou Debs rejoint son village Fraykeh où il transfère ses activités théâtrales dans une ancienne magnanerie du XIXe siècle et présente avec une nouvelle génération d'acteur.rices une quinzaine de pièces de théâtre, entre 1999 et 2014. Il crée avec son fils, Gilles Debs, le Festival des arts à Faykeh.
Le 15 juillet 2016, Mounir Abou Debs décède à Paris.

### Ses débuts
Dès sa petite enfance, Mounir Abou Debs s'intéresse à l'art, notamment la musique et la peinture. À l'âge de cinq ans, il assiste à une représentation théâtrale sur le poète Antar qu'il trouve émouvante. De l'âge de sept à dix ans, il rejoint le jeune artiste Assi Rahbani (qui deviendra vite, avec son frère Mansour et son épouse Fairouz, une figure artistique moderne majeure au Liban et dans tout le monde arabe) qui préparait des représentations théâtrales religieuses chrétiennes dans lesquelles Abou Debs joue le rôle de Sainte Barbara (une fête chrétienne très populaire au Liban). Les fêtes religieuses, les rituels du Vendredi Saint et les paysages de la vallée de Fraykeh et les orangers d'Antélias étaien une source d'inspiration importante pour l'artiste et qui sera présente dans l'ensemble de son œuvre, notamment dans ses écrits et ses mises en scène dès les années 1970.

### École du Théâtre Moderne
En 1960, Mounir Abou Debs crée la première école de théâtre au Liban en partenariat avec le Festival International de Baalbeck, à rue Bliss à Beyrouth. Vite, cette école va former une dizaine de personnes qui deviendront les acteur.rices les plus importants dans le paysage théâtral au Liban, tels que Antoine Kerbage, Antoine Multaka, Latife Moultaka, Reda Khoury, Théodora Rassi, Reymond Gebara, Michel Nabaa, René El -Dick parmi d'autres.
L'Ecole du Théâtre Moderne assume deux fonctions ; la formation d'acteur et la création d'une troupe de théâtre. Dans ce contexte, il met l'accent sur la recherche, le mouvement et la découverte constante. Dans l'ouvrage de Khalida Saïd Le mouvement théâtral au Liban 1960-1975, Mounir Abou Debs explique : « J’ai considéré les exercices comme un itinéraire de recherche. Et même la représentation ou la célébration comme je l'appelle, est un moment de découverte ».
Il ajoute : « Le processus des exercices possède une caractéristique qui s’approche du rituel et du mysticisme. L’école est un endroit mystique plus que la scène elle-même. Ces acteurs avaient donc été formés dans une école libanaise, et avaient une technique de jeu différente des autres acteurs formés à des écoles occidentales». Ses notes pour les acteurs sont souvent poétiques, ce qui va nous aider à comprendre sa vision artistique dans « Le Déluge » : « Venir ici et maintenant, laisser s’éloigner les lieux, les êtres, les phrases et les actes inachevés retenus en nous. Se promettre de bien repartir vers eux, après le travail. Chacun viendra du lieu où il se trouve. Laisser le silence se poser, autour de soi, en soi. S’abandonner au sourire, aux sons répétés, aux mots répétés, à l’imaginaire. S’abandonner au mouvement de la voix, la voix entoure le corps, comme une fumée. S’éloigne, touche les autres voix, forme avec elles des sonorités inattendues. La voix est le plus secret des visages. »  
En 1970, Mounir Abou Debs se sépare du Festival de Baalbeck et crée l'École du Théâtre Moderne de Beyrouth, à Clemenceau  (avec une subvention du ministre la culture, Kamal Joumblatt), qui continuera officiellement jusqu'à son décès à Fraykeh, malgré les difficultés et les multiples guerres du Liban.

### Style et méthode
Abou Debs considère l'acteur comme le centre de la pièce et comprend le théâtre à travers l'acteur. Il se concentre sur la présentation de la «vérité intérieure» de l'acteur, comme il l'exprime littéralement. Sur ce point, il rejoint Stanislavski.
Abou Debs trouve aussi que l’acteur se déplace sur une scène vide ou bien architectonique, symbolique, dans laquelle la lumière prend soin de former le jeu des ombres et des lumières : par là il rejoint Craig. Il choisit pendant les années 1960 des anciens temples et des monuments historiques au Liban pour construire sa scène où la lumière, la présence de l'acteur et les énormes formes architecturales se rencontrent (Le port phénicien de Byblos, St. Gilles de Tripoli, la citadelle de Sidon, et le Temple de Baalbeck). 
Abou Debs explique que la représentation a un but, c'est de dire ce que l'on ne peut généralement pas dire. La représentation ne raconte pas elle-même mais l’au-delà d’elle- même. Par conséquent, le signe à ce qui ne peut pas être représenté doit être visible afin de ne pas obscurcir le signe. Les éléments de la scène aussi doivent réduire leur présence, d'ici nous arrivons au théâtre-désert, c'est-à-dire à l’espace vide. La dramaturgie devient une simple référence à la vision, le texte n'est plus un chef-d'œuvre littéraire, et la plus grande préoccupation du théâtre n'est plus de présenter le texte même. L'acteur n'est plus obligé d’exagérer ses émotions, sa capacité et de montrer son talent d'acteur: «Ne pas cacher la lune par le geste qu’on fait pour la montrer». Il abandonne donc tout accessoire extérieur en donnant l’importance à l’intérieur de chaque acteur, puisque cet acteur porte une certaine vision en lui, et son but est de nous la montrer.
Quant à la scénographie, l'artiste allemand, qui a résidé au Liban, Alfons Philipps a longtemps été son partenaire.   "Le décor devient un simple signe du chemin : la scénographie n'est pas un substitut à ce qui va suivre, c'est-à-dire la vision, et l'acteur n'est pas un substitut lui-même non plus. Le substitut selon lui est un mur virtuel entre le spectateur et la vision, et la présence de chaque élément sur scène ne devrait pas donc l’entraver car le chemin doit être ouvert."
On découvre alors cette spiritualité dans la méthode d’Abou Debs et sa vision théâtrale qui correspond notamment à la vision religieuse biblique. Les deux points de vue sont similaires dans la spiritualité, en termes de croire en une certaine vision au-delà de la forme physique, mais en utilisant cette forme pour mettre cette vision en évidence. Le théâtre d'Abou Debs s'approche du "sacré" comme il l'appelle dans son livre Notes pour un acteur. Il décrit ainsi ses pièces auxquelles tout ses éléments se réfèrent en rejetant toute forme d’exagération de la scénographie, du jeu d’acteur et de la mise en scène. dans l’avant-propos de sa pièce Le déluge, il écrit : «Dans ce théâtre, on jette tout le décor, les costumes et la lumière, et on reste avec le corps de l’acteur et sa capacité à l’appel et la personnification.» Il va donc chercher de plus en plus dans la voie de la non-représentation, pour exprimer l'invisible qui prend toute son ampleur dans l'immobilité.

### Les acteurs de l'École de Théâtre Moderne
- 1960 - Groupe 1: Antoine Kerbage, Michel Nabaa, Nazim Gibran, Nabil Maamari, Antoine Moultaka, Latifé Moultaka, Théeodora Rassy, Sobhi Ayoub, Nidal Achkar, Raymong Gébara...
- 1965 - Groupe 2: Reda Khoury, René Dick, Madona Ghazi, Nabih Abou Elhosn, Antoine Maalouf, Anis Samaha, Ramzi, Hanna Salem,Mona Gebara, Miled Daoud, Mounir Maasry, Ramzi Dagher ...
- 1970 - Groupe 3: Mireille Maalouf, Rifaat Torbey, George Akl, Carmen Nader, Mounir Samaan, IbrahimTayar, Selim Chemali...
- 1976 - Groupe 4: (en France) Yves Lartigue, Catherine Chavanel, Françoise Devil, Nicole Granville, Lydie Lefort, Christine Livinec, Annick Collette, Marilou Jate, Joelle Leau, Anne Perkins et Claudine Thomet.
- 2000 - Groupe 5 : Tarek Kannich, Lucien Bourjeily, Maya Sebaali, Sabine Ojeil, Nisrine Achkar, Soha Abi Raad, Hind Jerji, Nayla Hajjar, Adham Dimachki, et Marc Khoreich.

### Dernières œuvres
Au cours des deux dernières décennies (entre l'an 2000 et 2016), Mounir Abou Debs continue à former une nouvelle génération d'acteur.rices. À l'aide de son fils, Gilles Debs, il crée le Festival des arts à Fraykeh en 1999 dans sa magnanerie où il a réalisé avec ses jeunes acteur.rices des ateliers de formation d'acteur et a présenté ses dernières pièces de théâtre et il a offert de nombreuses activités culturelles (théâtre, musique, poésie, danse et cinéma). 
Il s'est éloigné de plus en plus des médias et de la vie urbaine de Beyrouth afin de retrouver le silence de la vallée de Fraykeh et la nature de son village telle qu'il l'a connu dans son enfance. Il donne de moins en moins d'importance au public et aux tentations de la vie matérielle et s'intéresse de plus en plus au "secret" du théâtre, au silence et au jeu de l'ombre et de la lumière. Mounir Abou Debs s'éteint à Paris le 15 juillet 2016 à l'âge de 84 ans. Son corps repose dans son village Fraykeh, à quelques pas de son théâtre.

## Œuvres

### Chronologie
- 1959 -1970 Direction artistique au festival international de Baalbeck.
- 1960 - Fondateur de l’École du Théâtre Moderne, première école d’art dramatique de Beyrouth.
- 1960 – Réalisateur et producteur à la télévision libanaise.
- 1961 - Fondateur de la troupe du Théâtre moderne.
- 1970 - Fondateur de la salle expérimentale "le théâtre moderne", rue Clemenceau, Beyrouth.
- 1960-2017 - Metteur en scène de théâtre.
- 1964 – 1976 - Professeur de théâtre à l’institut des Beaux Arts de Beyrouth.
- 1964 -1967 - Conseiller technique au festival International de Baalbeck.
- 1970 – 1976 – Création Théâtre Moderne de Beyrouth, rue Clemenceau, Beyrouth.
- 1999 - 2016 - Création du Festival de Fraykeh et mise en scène de nombreuses pièces de théâtre.

### Mises en scène
- 1960 : Antigone, Sophocle, Beyrouth , Volubilis.
- 1961 - Œdipe-roi, Sophocle, Beyrouth, Volubilis, Casablanca,
- 1962 - Macbeth, Shakespeare, Byblos
- 1963 - Les mouches, Sartre, Byblos
- 1964 - Hamlet, Shakespeare, Byblos
- 1964 - Al-Izmil (Le poinçon), A. Maalouf, Beyrouth, Baalbeck
- 1965 - Hamlet, Shakespeare, Byblos
- 1965 - Le roi se meurt, Ionesco, Beyrouth, Le Caire, Damas, Bagdad
- 1966 - Les physiciens, Durenmatt, Beyrouth, Amman,
- 1966 - Les rois de Thèbes, Sophocle ou les sept contre Thèbes d’ Echyle Paris, Beyrouth, Saida, Deir el Kamar
- 1967 - Les justes, Camus, Beyrouth
- 1967 - Hamlet, Shakespeare, Baalbeck, Deir El Kamar
- 1968 - L’exception et la règle, B. Brecht, Beyrouth
- 1968 - Cérémonie pour un noir assassiné, Arrabal, Beyrouth
- 1968 - Faust, Goethe, Deir El-Kamar ou Beit-Méry, Tripoli
- 1969 - Les rois de Thèbes, Sophocle, Paris,
- 1969 - La fontaine aux Saints, Synge, Beyrouth, Beit-Méry, Tripoli
- 1970 - La mort de Danton, Buchner, Beit-Méry
- 1971 - Le déluge, M. Abou Debs, Beyrouth, Hammana, Rabyeh
- 1972 - Gebran le témoin, M. Abou Debs, Beit-Méry
- 1973 – Jésus – La passion, M. Abou Debs, Antélias
- 1974 - Ombre, M. Abou Debs, Rabbat
- 1975 – Le déluge, Mounir Abou Debs, Berlin
- 1983, Jésus fils de l’homme, Gébran, Antélias
- Le prophète et les ombres, M. Abou Debs, Byblos, Beyrouth
- 2000 - Œdipe-Roi, Sophocle, Paris, La Rochelle, Beit-Ed Dine
- 1977, 1978, Le visage d'Achtar, M. Abou Debs, Paris, 5es rencontres internationales d’art contemporain, La Rochelle, Odéon -Théâtre de l'Europe - 27-12-1977[15]
- 1978, Les plages de l’éclipse, M. Abou Debs, La Rochelle
- Macbeth - le sommeil, Adaptation M. Abou Debs, Paris
- 1979, La sirène d’Antioche, M. Abou Debs, La Rochelle
- 1980, Noces, G. Lorca, La Rochelle, Aytré
- Le pain et le vin, Hölderlin, La Rochelle
- Les trachidiennes, adapté de J. Lacarrière, Sophocle
- 1990 - Les vieilles femmes et la mer, Rytsos, Paris
- 1981- Moments pour Gébran, M. Abou Debs, La Rochelle
- Chants, M. Abou Debs, Aytré
- Les femmes de Trachis, Sophocle, Paris, La Rochelle 1999-2017
- 1999 ) Variations énigmatiques, Schmidt, Fraykeh, Beyrouth
- 2000 - L’ours, Tchekov, Fraykeh
- 2001- Signes dans la nuit, Fraykeh
- 2002 - Les chaises, Ionesco, Fraykeh, Balamand
- 2005 - Le Dragon, M. Abou Debs, Fraykeh
- 2011- L’heure du loup, M. Abou Debs, Beyrouth,
- 2012 - Le pont ancien, Fraykeh
- 2013 - La statue et le rêve, Fraykeh

### Filmographie
- 1960 - Hannibal, Zoghbi, M. Abou Debs
- 1975 - Grands dans l'histoire, M. Abou Debs
- Shakespeare, M. Abou Debs
- Ramakrishna, J. Hajj
- Hannibal, Y. El-Khal
- Sophocle, M. Abou Debs
- Dostoïevski, M. Abou Debs
- Ibn El-Moukafa, M. Abou Debs
- 1994 - Gibran, M. Abou Debs
- 2010 - Mounir Abou Debs, Roger Assaf

### Livres et publications

#### En arabe
- Le Déluge, Edition. Galerie One, Beyrouth, 1971
- La passion, Ed. C. Antélias, 1971
- Jésus, 1973

#### En français
- L'acteur sans masque ni visage (réflexions sur le travail de l'acteur), 189 p., Édition Théâtre Moderne, Beyrouth, 1973
- Le Cercle de feu, Éditions Saint-Germain-des-Prés, Paris, 1976 partition théâtrale en 3 mouvements.
- L'acteur et le vide, Édition : Théâtre Antioche, Combs-la-Ville, 1986.
- Le Visage d'Achtar, Édition Théâtre Antioche, Combs-la-Ville, 1987 poème dramatique en 4 temps.
- L'Appel, Théâtre Antioche, Combs-la-Ville, 1987
- Le Jardin fermé, Édition : Théâtre Antioche, Combs-la-Ville, 1987 poème dramatique en quatre temps.
- Les Temps du miroir, Édition : Théâtre Antioche, Combs-la-Ville, 1987 partition théâtrale pour 3 acteurs.
- Notes pour un acteur, Édition : Théâtre Antioche, Combs-la-Ville, 1987.